# District de Eumseong
Le district de Eumseong est un district de la province du Chungcheong du Nord, en Corée du Sud.
C'est le lieu de naissance du secrétaire général des Nations unies, Ban Ki-moon.

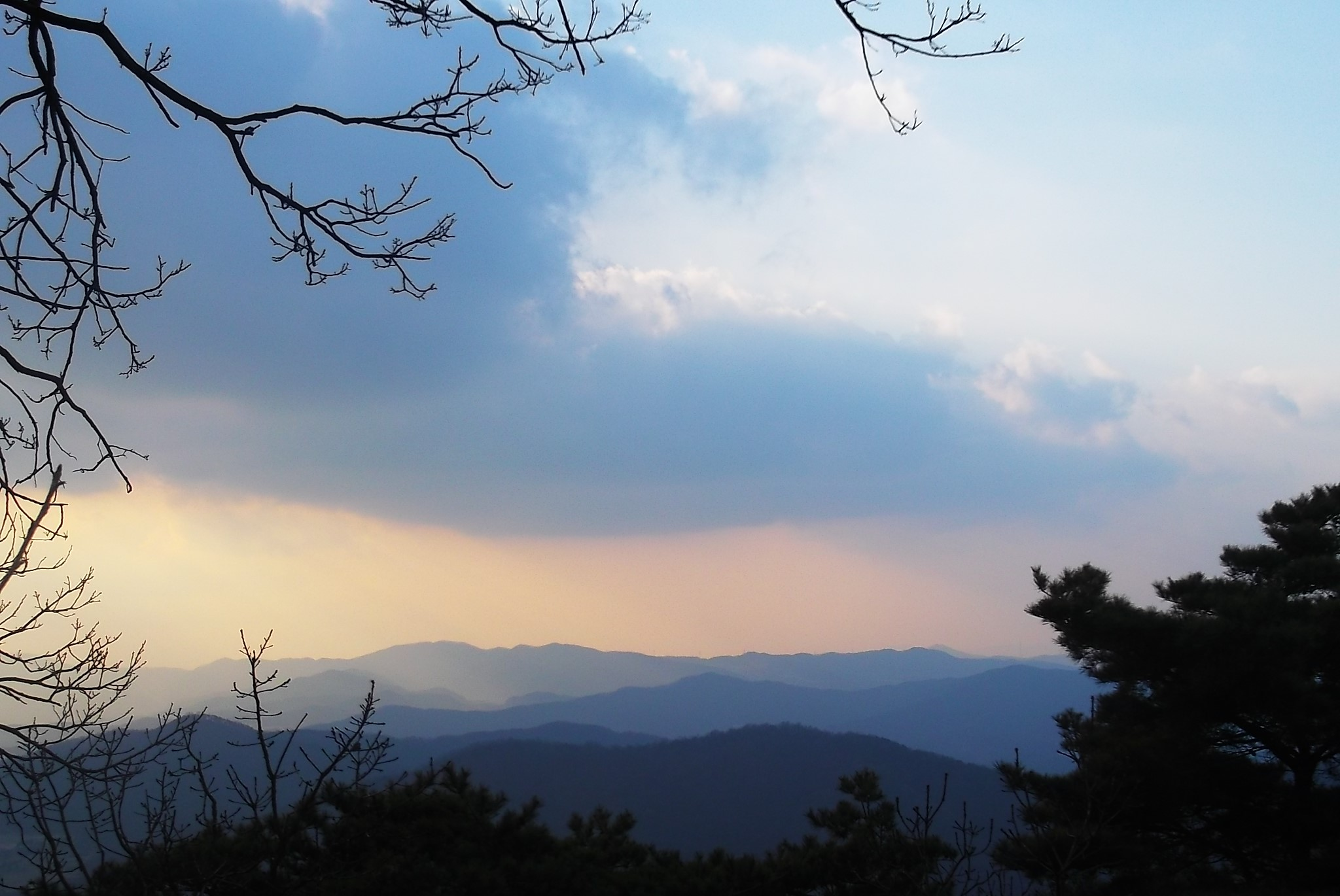
Vue de Mai San au sud-ouest de Samseong myeon